# Trois Sœurs (film, 2011)
Pour les articles homonymes, voir Trois sœurs.
 (juillet 2025).
Motif : Les références utilisées sont imprécises ou mal indiquées.
Pour plus de détails, voir Fiche technique et Distribution.
Trois Sœurs (Abrir puertas y ventanas) est un film coproduit par l'Argentine, les Pays-Bas et la Suisse, réalisé par Milagros Mumenthaler, sorti en 2011.
Il est projeté pour la première fois lors du Festival de Locarno 2011, où il a obtenu le Léopard d'or et le Prix d'interprétation féminine.

## Synopsis
ÀBuenos Aires. Dans le cadre d'une maison familiale, l'observation des rapports entre trois jeunes sœurs qui, à la suite du décès de leur grand-mère, doivent, désormais, assumer leurs responsabilités. Le passage de l'adolescence à l'âge adulte...

## Fiche technique
Sauf indication contraire, les informations mentionnées dans cette section peuvent être confirmées par la base de données cinématographiques IMDb,  présente dans la section « Liens externes ».
- Titre du film : Trois Sœurs
- Titre original : Abrir puertas y ventanas (littéralement « Ouvrir portes et fenêtres »)
- Réalisation et scénario : Milagros Mumenthaler
- Photographie : Martin Frías
- Son : Henri Maïkoff
- Montage : Gion-Reto Killias
- Décors : Sebastián Orgambide
- Costumes : Françoise Nicolet
- Production : Violeta Bava, David Epiney, Rosa Martínez Rivero et Eugenia Mumenthaler
  - Coproduction : Wilant Boekelman et Jan van der Zanden
  - Production associée : Alexander Djeranian et Ilse Hughan
- Sociétés de production : Alina Film et Ruda Cine, en coproduciton avec The Film Kitchen, Waterland Film & TV et RTS, en association avec Fortuna Films et Bordu films
- Sociétés de distribution : Happiness (France)
- Pays de production :  Argentine /  Suisse /  Pays-Bas
- Langue originale : Espagnol
- Format : couleur - 1,85:1 - Dolby stéréo
- Durée : 98 minutes
- Dates de sortie :
  - Suisse : 8 août 2011 (Festival de Locarno)
  - Canada : 12 septembre 2011 (Festival de Toronto) ; 30 septembre 2011 (Festival de Vancouver)
  - France : 18 juillet 2012

## Distribution
Sauf indication contraire, les informations mentionnées dans cette section peuvent être confirmées par la base de données cinématographiques IMDb,  présente dans la section « Liens externes ».
- María Canale : Marina
- Martina Juncadella : Sofia
- Ailín Salas : Violeta
- Julián Tello : Francisco

## Distinctions
Sauf indication contraire, les informations mentionnées dans cette section peuvent être confirmées par la base de données cinématographiques IMDb,  présente dans la section « Liens externes ».
- Festival de Locarno 2011 :
  - Léopard d'or
  - Prix d'interprétation féminine pour María Canale
- Festival international du film de Mar del Plata 2011 : Prix du meilleur film [1]

## Autour du film
« Elles ont beau vivre ensemble, ces trois sœurs, s'il est une chose que le film déroule, c'est bien leur absence les unes aux autres. Une absence qui s'incarne aussi bien dans le mystère de leur situation que dans le gouffre qui les sépare [...] », écrit Marianne Fernandez pour critikat.com. « Marina se consacre à ses études tout en se souciant de la gestion du foyer, Sofia se concentre sur son apparence et les biens matériels, quant à Violeta, elle flâne de la chambre au salon, recevant la visite d'un homme plus âgé », note Olivier Père.
Mais, c'est toujours dans la maison familiale que s'opère la maturation et le basculement vers l'âge adulte de trois adolescentes en quête de leur propre identité. La maison est « la représentation métaphorique de la grand-mère décédée dont la présence hante encore les lieux. »
« Tout le film se situe dans la demeure familiale qui fonctionne comme un quatrième personnage. Je voulais que le spectateur, en voyant ces trois jeunes filles dans un décor qui ne les représente pas, sente, dès le début, le manque de quelque chose », dit Milagros Mumenthaler.
D'où la nécessité — comme le suggère le titre original — d'une ouverture vers le monde extérieur. « Sortir de la pièce, du cadre, de l'écran », conclut Marianne Fernandez. Milagros Mumenthaler dévoile ceci : « Le titre est une phrase tirée d'une pièce de Federico García Lorca, La Maison de Bernarda Alba. J'étais assise en train d'assister à la représentation et j'entends Bernarda dire : ouvrez les portes et les fenêtres. J'ai tout de suite pensé que cela devait être le titre de mon film. J'aimais bien cette idée d'ouverture, ce sont des jeunes filles qui ont toute une vie devant elles. »